# WTA-toernooi van Zhengzhou
Het WTA-toernooi van Zhengzhou is een jaarlijks terugkerend tennistoernooi voor vrouwen dat wordt georganiseerd in de Chinese stad Zhengzhou (uitspraak zjeng-zjau). De officiële naam van het toernooi is Zhengzhou Open.
De WTA organiseert het toernooi, dat in 2019 in de categorie "Premier" viel en sinds 2023 in de categorie WTA 500 – het toernooi wordt gespeeld op hardcourtbanen.
In 2014–2016 werd op deze plek een ITF-toernooi gehouden, met US$ 25.000 prijzengeld in 2014 en 2015, en met US$ 50.000 prijzengeld in 2016.
In 2017 werd het opgewaardeerd tot een WTA-toernooi van de categorie "Challenger", onder de leiding van Sun Tiantian (zelf voormalig beroepstennisspeelster) als lokale toernooidirecteur.
In 2019 werd het opgewaardeerd naar de categorie "Premier", en verhuisd van april naar september. Vanwege de coronapandemie werd niet gespeeld in 2020–2022. In 2023 werd het toernooi hervat in de categorie WTA 500.

## Finales

### Enkelspel
| Datum      | Naam                              | Cat.                              | ($)                               | Ondergrond                        | Winnares                          | Verliezend finaliste              | Uitslag                           |                                   |
| ---------- | --------------------------------- | --------------------------------- | --------------------------------- | --------------------------------- | --------------------------------- | --------------------------------- | --------------------------------- | --------------------------------- |
| 2017-04-17 | Zhengzhou Women's Tennis Open     | Challenger                        | 125.000                           | hardcourt, binnen                 | Wang Qiang                        | Peng Shuai                        | 3-6, 7-6, 1-1, opg.               | details                           |
| 2018-04-16 | Zhengzhou Women's Tennis Open     | Challenger                        | 125.000                           | hardcourt, binnen                 | Zheng Saisai                      | Wang Yafan                        | 5-7, 6-2, 6-1                     | details                           |
| 2019-09-09 | Zhengzhou Open                    | Premier                           | 1.500.000                         | hardcourt, buiten                 | Karolína Plíšková                 | Petra Martić                      | 6-3, 6-2                          | details                           |
| 2020–2022  | geannuleerd wegens coronapandemie | geannuleerd wegens coronapandemie | geannuleerd wegens coronapandemie | geannuleerd wegens coronapandemie | geannuleerd wegens coronapandemie | geannuleerd wegens coronapandemie | geannuleerd wegens coronapandemie | geannuleerd wegens coronapandemie |
| 2023-10-09 | Zhengzhou Open                    | WTA 500                           | 780.637                           | hardcourt, buiten                 | Zheng Qinwen                      | Barbora Krejčíková                | 2-6, 6-2, 6-4                     | details                           |

### Dubbelspel
| Datum      | Naam                              | Cat.                              | ($)                               | Ondergrond                        | Winnaressen                       | Verliezend finalistes             | Uitslag                           |                                   |
| ---------- | --------------------------------- | --------------------------------- | --------------------------------- | --------------------------------- | --------------------------------- | --------------------------------- | --------------------------------- | --------------------------------- |
| 2017-04-17 | Zhengzhou Women's Tennis Open     | Challenger                        | 125.000                           | hardcourt, binnen                 | Han Xinyun Zhu Lin                | Jacqueline Cako Julia Glushko     | 7-5, 6-1                          | details                           |
| 2018-04-16 | Zhengzhou Women's Tennis Open     | Challenger                        | 125.000                           | hardcourt, binnen                 | Duan Yingying Wang Yafan          | Naomi Broady Yanina Wickmayer     | 7-6, 6-3                          | details                           |
| 2019-09-09 | Zhengzhou Open                    | Premier                           | 1.500.000                         | hardcourt, buiten                 | Nicole Melichar Květa Peschke     | Yanina Wickmayer Tamara Zidanšek  | 6-1, 7-6                          | details                           |
| 2020–2022  | geannuleerd wegens coronapandemie | geannuleerd wegens coronapandemie | geannuleerd wegens coronapandemie | geannuleerd wegens coronapandemie | geannuleerd wegens coronapandemie | geannuleerd wegens coronapandemie | geannuleerd wegens coronapandemie | geannuleerd wegens coronapandemie |
| 2023-10-09 | Zhengzhou Open                    | WTA 500                           | 780.637                           | hardcourt, buiten                 | Gabriela Dabrowski Erin Routliffe | Shuko Aoyama Ena Shibahara        | 6-2, 6-4                          | details                           |